# Leont (polític)
Leont (en llatí Leon, -ontis, en grec antic Λέων, -οντος) fou un polític atenenc del partit favorable a Roma.
L'any 192 aC va acusar Apol·lodor de Susiana de fomentar la revolta contra Roma i a favor d'Antíoc III el Gran, i va aconseguir que fos enviat a l'exili.
Probablement és el mateix personatge que un Leont fill d'Icèsias que el 189 aC es va presentar davant el senat romà per donar suport a la petició de pau de la Lliga Etòlia, del que parla Titus Livi.